# Mavzolej Gale Placidije
Mavzolej Gale Placidije je poznoantična rimska stavba v Raveni v Italiji, zgrajena med letoma 425 in 450. Leta 1996 je bila skupaj s sedmimi drugimi stavbami v Raveni dodan na seznam svetovne dediščine. Kljub običajnemu imenu cesarica Galla Placidia (umrla leta 450) ni bila pokopana v stavbi, kar je napačno prepričanje iz 13. stoletja; umrla je v Rimu in bila tam pokopana, verjetno poleg Honorija v mavzoleju v Stari baziliki svetega Petra.

## Zgodovina
Mavzolej Gale Placidije, zgrajen 425–450, je kapela ali oratorij v obliki križa, ki je prvotno mejil na narteks cerkve Svetega Križa (Santa Croce) v Raveni. Verjetno je bila posvečena svetemu Lovrencu.
Aelia Galla Placidia, verjetna zavetnica gradnje stavbe, je bila hči Teodozija I. in Galle, hčerke Valentinijana I. Vzgojila jo je Serena, žena Stilihona. V mladosti je bila razglašena za nobillissimo (eden najvišjih cesarskih naslovov v poznem rimskem in bizantinskem cesarstvu), njen oče pa ji je podelil palačo v Konstantinolu. Dobila je visoko izobrazbo, tako posvetno kot versko, kot je razvidno iz njenih pisem. Leta 414 se je v Španiji poročila z Ataulfom, kraljem Vizigotov, potem ko se je preselila na Zahod, čeprav je kmalu umrl, ona pa se je leta 417 poročila s patricijem Konstancijem (pozneje Konstancij III.). Njuna otroka sta bila Justa Grata Honoria in Valentinijan III. Konstancija III. je leta 421 Honoria, ki ni imela dediča, povzdignila za socesarja Zahoda, Gala Placidija pa je postala avgusta; Konstancij je umrl istega leta in Gala Placidija je pobegnila v Konstantinopel. Ko je Honoria umrla leta 423, je primicerius notariorum Joannes' nasledil kot avgust na Zahodu; nato se je Teodozij II., avgust na vzhodu, namesto tega preselil za cesarja na Zahod, da bi namesto cesarja postavil sina Gale Placidije Valentinijana in ga imenoval za cezarja.
Stavba je iz leta 425; v tem letu je šestletni Valentinijan III. prevzel oblast kot avgust in Gala Placidija je bila ponovno imenovana kot avgusta – dvanajst let je vladala kot regentka svojemu sinu. Njen politični vpliv se je zmanjšal z naraščajočo zrelostjo njenega sina in vzponom patricija Flavija Aecija v 430. letih, vendar je ostala močna, dokler ni umrla leta 450. Bila je aktivna zavetnica verskih ustanov, gradila je cerkve v Raveni, v Rimu in Jeruzalemu. Prispevala je k prenovi zunanjega obzidja sv. Pavla (San Paolo fuori le Mura), kot je zapisano v tamkajšnjem napisu.
Baziliko v Raveni, posvečeno svetemu Janezu Evangelistu (San Giovanni Evangelista), je po letu 425 tudi zgradila Gala Placidij; v spomin na osvoboditev avgustove in njenih otrok iz grozeče nevihte med pomorskim potovanjem in je bila okrašena s portreti nje in drugih članov Teodozijeve rodbine. Bazilika ni preživela druge svetovne vojne. Po srednjeveškem Liber Pontificalis Ecclesiae Ravennatis je napis na apsidi te bazilike zapisal status stavb kot ex-voto v zahvalo za preživetje Gale Placidije na morju. Liber Pontificalis tudi trdi, da je bil njen pokop v samostanu svetega Nazarija v Raveni. Ta trditev, prvotno verjetno izrečena v Rimu, je verjeten izvor napačnega prepričanja, da je bila Gala Placidija pokopana v Raveni in ne v Rimu, kar je doseglo vrhunec s trditvijo Ravenčanov, da je bila pokopana v kapeli, ki je zdaj znana kot njen "mavzolej".
Stavba je bila prej oratorij cerkve sv. Križa, zdaj pa so tu trije sarkofagi. Sarkofag na desni je pripisan Galinemu bratu, cesarju Honoriju. Tista na levi je pripisana njenemu možu, cesarju Konstanciju III. in njenemu sinu Valentinijanu III. Največji sarkofag naj bi vseboval ostanke same Gale Placidije. Njeno balzamirano telo naj bi bilo tam odloženo v sedečem položaju, oblečeno v cesarski plašč in vidno skozi kukalo. Leta 1577 pa je bila vsebina sarkofaga po nesreči zažgana, ko so otroci vstavili prižgano konico. 
Tla so bila od 5. stoletja dvignjena za pet metrov, da bi ostala nad naraslo vodo vzdolž zgornje jadranske obale.

## Arhitektura in okras
Mavzolej je zasnovan v križnem tlorisu z osrednjo kupolo na pendantivih in banjastimi oboki nad štirimi transepti. Zunanjost kupole je zaprta v kvadratni stolp, ki se dviga nad dvokapnimi stranskimi krili. Opečna površina je obdelana z ozkimi maltnimi fugami in okrašena s slepimi arkadami. Svetloba vstopa skozi alabastrne okenske plošče.
Ikonografske teme, razvite v dekoracijah, predstavljajo zmago večnega življenja nad smrtjo.
Notranjost mavzoleja je prekrita z bogatimi mozaiki. V notranjosti sta dve znameniti mozaični luneti, preostanek notranjosti pa je zapolnjen z mozaiki krščanskih in apokaliptičnih simbolov.
Mozaiki, sestavljeni iz steklenih teser, pokrivajo notranje stene oboka, lunete in kupole; okraski so visoke kakovosti. Nad vhodnim portalom je mozaik, ki prikazuje Kristusa kot dobrega pastirja med svojo čredo. Na obokih štirih krakov križne kapele so rastlinski mozaiki, sestavljeni iz akantovih in vinskih zvitkov. V luneti zahodnega kraka mozaik predstavlja jelena, ki se približuje izviru, morda sklicevanje na psalm 42, katerega začetek je »Kakor hrepeni jelen po vodnih potokih, tako hrepeni moja duša po tebi, o Bog«. Transeptova luneta ima mozaik, ki prikazuje svetnika moškega, ki nosi križ, ki ga spremlja goreča rešetka, in odprto omaro s štirimi kanoničnimi evangeliji, ki so v latinščini označeni z imeni štirih evangelistov. Neidentificirane figure mučenikov v belih oblačilih krasijo lunete vzhodnega in zahodnega transepta. Notranjost kupole v središču je okrašena kot zvezdnato nebo, z pravilnim mozaikom zlatih zvezd na temno modri podlagi, z zlatim križem, predstavljenim na vrhu kupole in štirimi simboli evangelistov (oz. živa bitja iz Raz 4,7) na vogalnih pendantivov. Štiri lunete pod kupolo, med oboki, ki izvirajo iz štirih osrednjih slopov in oboki pendantivov nad njimi, imajo mozaike, na katerih sta na vsakem upodobljena dva apostola z dvignjeno desnico v aklamaciji, verjetno usmerjena proti svetniku moškemu v mozaiku južnega transepta.
Nebo z zvezdami ali oblaki je bilo pogosto upodobljeno kot okras kupol, apsid in stropov cerkva. Bazilika Santa Pudenziana v Rimu, zgrajena v poznem 4. stoletju, je primer pred stavbo Gale Placidije, medtem ko so poznejše stavbe v Raveni ponovile motiv, vključno s kapelo svetega Andreja (capella Sant'Andrea) v Nadškofovi palači in baziliki svetega Apolinarija v Classe iz 6. stoletja (Sant'Apollinare in Classe).

### Mozaik severnega vhoda – Dobri pastir
Lik Dobrega pastirja in pastoralni prizori so bili znani krščanski misli; upodobitve mladeniča, krioforja, ki na ramenih nosi ovco, so bile poznane v antičnem svetu od 6. stoletja pred našim štetjem in so bile od poznega 3. stoletja našega štetja prevzete v krščansko umetnost, zlasti v pogrebnih kontekstih  Pastir naj bi predstavljal Kristusa, kot v Janezu Jn 10,11-17 in Luki Lk 15,4-7. Tu je brezbrada figura pastirja v cesarski obleki, oblečena v vijolično in zlato in nosi palico v obliki križa namesto običajne pastirjeve gorjače.
Luneta Kristusa kot dobrega pastirja nad severnim vhodom je reprezentativna za krščansko umetnost tega obdobja pozne antike. Mozaik predstavlja prehodno obdobje med naturalističnimi upodobitvami klasičnega obdobja v zgodovini umetnosti in stiliziranimi predstavami o zgodovini umetnosti srednjeveškega obdobja. Oblike imajo še vedno tridimenzionalno maso, vendar je senčenje, kot je na gubah oblačil, manj prefinjeno kot v preteklosti, figure pa niso preveč utemeljene. Elementi realizma so bili žrtvovani zaradi poudarka na duhovnih elementih. Drži cesarsko palico, povezano s krščanskim križem, ki simbolizira združene zemeljske in nebeške oblasti
=== Luneta južnega transepta - svetnik
Umetnostna zgodovinarka Gillian Mackie trdi, da ta plošča predstavlja španskega svetega Vincenca iz Zaragoze in ne italijanskega svetega Lovrenca. Mackiejeva navaja Galino povezavo s Španijo; poleg tega je bil sv. Vincent mučen z utopitvijo na morju, Gala in njeni otroci pa so bili rešeni iz brodoloma. Zdi se, da je plošča ilustracija pesmi o sv. Vincentu v Prudencijevem 5. stoletju Passio Sancti Vincent Martyris. V pesmi je sv. Vincentu ukazano, naj da svoje svete knjige v sežig. To pojasnjuje omaro, v kateri so evangeliji, ki v zgodbi o sv. Lovrencu nima zadovoljive razlage.

## V popularni kulturi
Znano je, da je mavzolej navdihnil ameriškega tekstopisca Colea Porterja, da je napisal skladbo Night and Day, medtem ko je bil na obisku v 1920-ih.